# 1934 au Maroc
Chronologie du Maroc
- 1930
- 1931
- 1932
- 1933
- 1934
- 1935
- 1936
- 1937
- 1938

Cet article présente les faits marquants de l'année 1934 au Maroc ou relatifs au Maroc.

## Événements
- Effectifs militaires français au Maroc : 69 294 [1].
- 8 mai : la visite du sultan Sidi Mohammed à Fès est l'occasion de manifestations nationalistes[2].

### Septembre
- Création du Comité d'action marocaine par de jeunes intellectuels, dont Allal El-Fassi, Mohammed El-Ouazzani et Ahmed Balafrej. Un parti politique disparu le 18 mars 1937[3].

## Décès en 1934
- Hubert Lyautey